# Cromwell Road

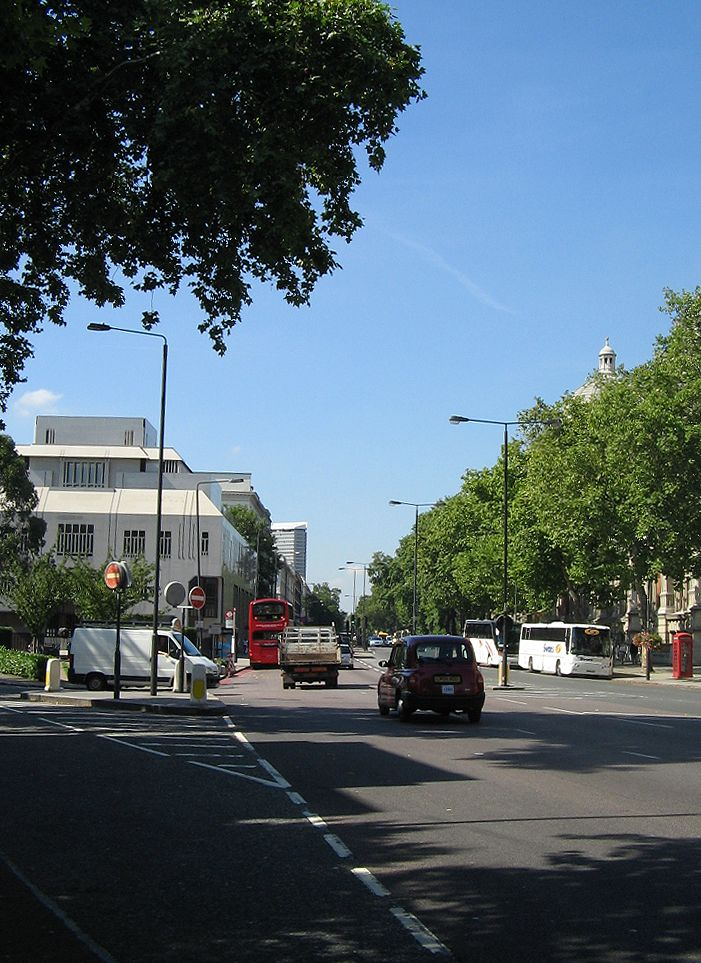
Mirando hacia el oeste por Cromwell Road desde Cromwell Gardens.

Cromwell Road es una de las principales carreteras de Londres en Kensington y Chelsea, designada como parte de la A4. Fue creado en el siglo XIX y se dice que lleva el nombre de Richard Cromwell, hijo de Oliver Cromwell, quien una vez fue dueño de una casa allí.
El Servicio de Seguridad (MI5) tuvo su base en 35 Cromwell Road desde 1929 hasta 1934.
Cromwell Road no siempre fue la principal vía de tráfico que es ahora, ya que cuando se construyó terminaba en Earls Court. La extensión de Cromwell Road, a través de la línea ferroviaria del oeste de Londres y hacia Hammersmith, fue autorizada como puente a través del ferrocarril en 1884, pero no se completó hasta 1941. Por lo tanto, no fue hasta después de la Segunda Guerra Mundial que se convirtió en la principal ruta A4 hacia Londres. El gran aumento del tráfico provocó muchas demoliciones y reordenamiento de carreteras más allá de Earls Court Road entre 1967 y 1972, pero la parte principal de Cromwell Road no ha cambiado su línea de construcción básica.
Cromwell Road Extension fue un programa de construcción de carreteras de mediados de finales de la década de 1950 que implicó la ampliación y demolición desde Hammersmith Broadway hasta Great West Road en Chiswick Roundabout como parte de la ruta A4 para Heathrow y el Oeste. El paso elevado de Hammersmith (1961), evitando Hammersmith Broadway, complementó estas obras que en algún momento alimentaron la autopista M4 (1965). Algunas de las calles ampliadas por la demolición en Chiswick para formar la ruta han conservado sus nombres anteriores.
Las 1,5 millas (2,4 km)  la carretera comienza como West Cromwell Road, cerca de la estación de metro West Kensington, y continúa hacia el este desde Talgarth Road. Se convierte en Cromwell Road propiamente dicha al cruzar Earls Court Road. Va justo al sur del Hospital Cromwell y luego pasa por Gloucester Road y la estación de metro de Gloucester Road. El hotel Kensington Forum, diseñado por Richard Seifert y construido en – como hotel Penta, está ubicado frente a la terminal aérea del oeste de Londres (1957-1974), que ya no está operativa, y es situado junto a la estación de Gloucester Road.
El siguiente cruce importante se produce en la intersección con Queen's Gate, en cuya esquina se encuentra la Casa Baden-Powell, la antigua sede de la Asociación Scout. La carretera pasa luego hacia el sur de un complejo museo-académico, conocido informalmente como Albertopolis, que incluye el Museo de Historia Natural, el Museo de Ciencias, el Imperial College London y el Museo de Victoria y Alberto, cerca de la estación de metro South Kensington. Cerca de este complejo, en el cruce con Exhibition Road, se convierte en Cromwell Gardens durante un breve tramo antes de unirse a Brompton Road. Hay dos embajadas ubicadas en la carretera: la Embajada de Yemen en Londres en 57 Cromwell Road, frente al Museo de Historia Natural, y la Embajada de Venezuela.  Francia también mantiene varios edificios en la carretera, incluida la Sección Consular de la embajada francesa. Irlanda mantiene una Sección de Pasaportes y Visas en 114A.